# Hüftschnur

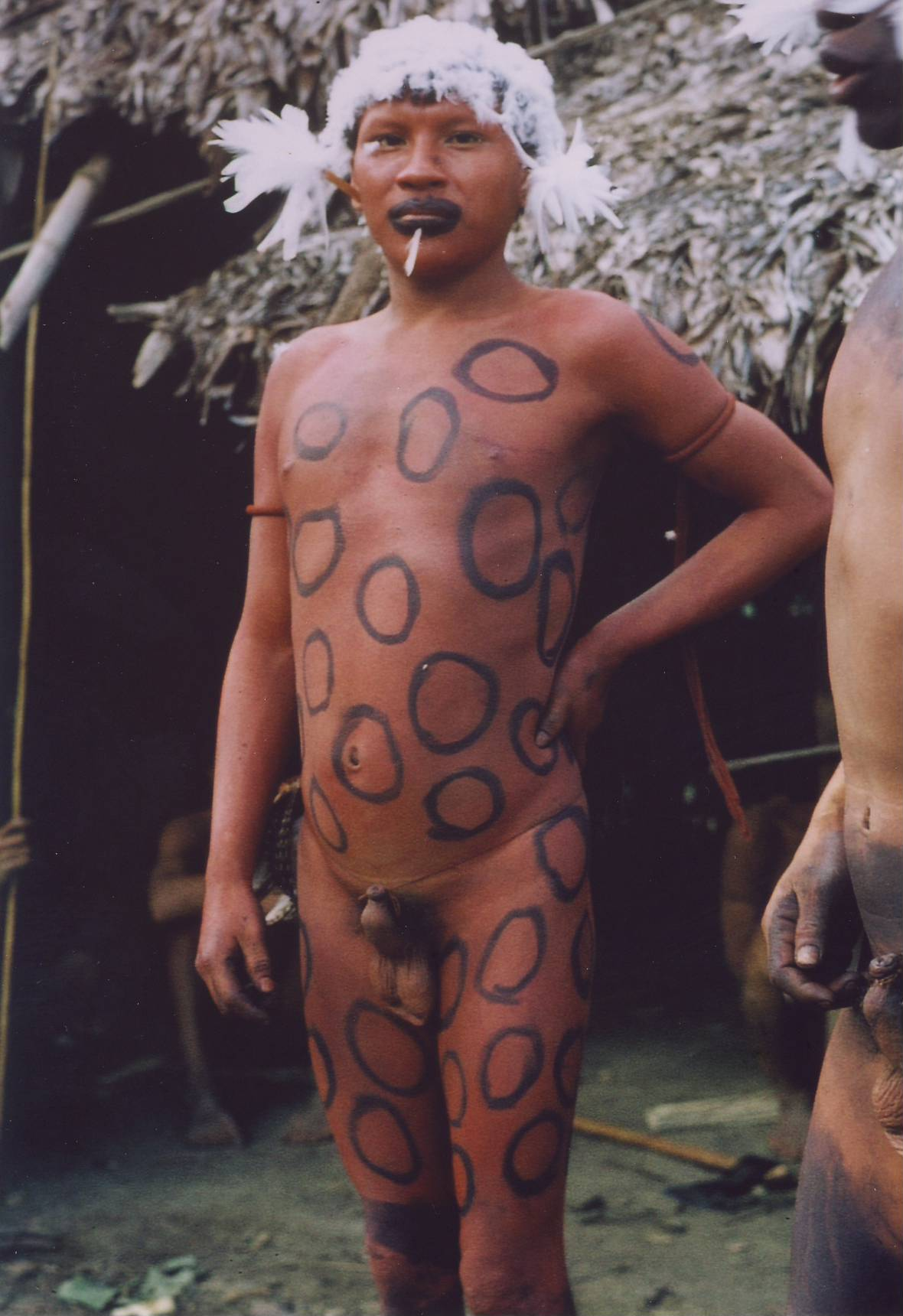
Junger Waika in seiner traditionellen Bekleidung

Die Hüftschnur oder bei  Männern Penisschnur ist ein traditionelles Bekleidungsstück verschiedener indigener Völker des Amazonasgebiets in Brasilien, Venezuela und Ecuador, wie zum Beispiel der Huaorani und Yanomami. Die Schnur besteht aus gezwirnten Palmfasern.
Männer und Jungen ab dem neunten oder zehnten Lebensjahr binden damit ihren Penis senkrecht, oberhalb der Eichel an den Bauch, sodass die Vorhaut zusammengepresst wird. Es gibt die Begründung, dass auf diese Weise das Eindringen von Parasiten in die Harnröhre verhindert werden soll. Hier wird vor allem auf den Candirú verwiesen, einen Fisch, der in seltenen Fällen in Körperöffnungen eindringt. Andere Quellen vermuten, dass durch das Festbinden der Penis beim Laufen weniger stört. Hüftschnüre werden auch von Frauen getragen, ein möglicher praktischer Nutzen ist hier aber nicht ersichtlich, abgesehen davon, dass manchmal kleinere Gegenstände daran gehängt werden.
Da die Schnüre bei diesen Völkern traditionell die einzigen Bekleidungsstücke waren, kamen sie Europäern nackt vor. Die Indianer empfanden sich aber als angezogen, solange sie diese Schnüre trugen. Rissen sie oder nahmen sie sie ab, fühlten die Indianer sich auch nackt. Durch den Kontakt mit der westlichen Kultur gehen die Ethnien immer mehr dazu über, Kleidung im westlichen Sinne zu tragen, so den guayuko, einen Durchziehschurz aus rotem Baumwollstoff, oder gar Shorts und T-Shirts.